# کاتارینا پولاکووا
کاتارینا پولاکووا (اسلواکی: Katarína Poláková؛ زادهٔ ۳۰ دسامبر ۱۹۷۹) بازیکن زن بسکتبال اهل اسلواکی بود. وی در بازی‌های المپیک تابستانی ۲۰۰۰ شرکت کرده‌است.